# Satoshi Sakashita
Satoshi Sakashita ((坂下 里士); Atsugi, 20 dicembre 1989) è un ex pattinatore di short track giapponese.

## Biografia
La sua società sportiva è stata il Toyota Skating Club ed è stato allenato da Takehiro Kodera.
Ha ottenuto il primo successo internazionale ad una grande manifestazione sportiva vincendo il bronzo con Junji Itō, Satoru Terao e Shinichi Tagami, nella staffetta 5000 metri, ai Giochi asiatici invernali di Changchun 2007.
Ai campionati mondiali di Vienna 2009 ha vinto la medeglia di bronzo nella staffetta 5000 metri, gareggiando con i connazionali Takahiro Fujimoto, Fumihiko Kakubari, Yuma Sakurai e Yuzo Takamido.
Ha rappresentato il Giappone ai Giochi olimpici di Soči 2014, dove si è classificato nono nei 500 metri e trentaduesimo nei 1500 metri.

## Palmarès
- Mondiali

Vienna 2009: bronzo nella staffetta 5000 m;
- Giochi asiatici

Changchun 2007: bronzo nella staffetta 5000 m;